# Liste der Monuments historiques in Souilly
Die Liste der Monuments historiques in Souilly führt die Monuments historiques in der französischen Gemeinde Souilly auf.

## Liste der Immobilien
| Bezeichnung | Beschreibung                                                | Standort                     | Kennzeichnung | Schutzstatus | Datum | Bild           |
| ----------- | ----------------------------------------------------------- | ---------------------------- | ------------- | ------------ | ----- | -------------- |
| Motte       | Burgstelle einer mittelalterlichen Turmhügelburg            | Südwestlich des Ortes (Lage) | PA00106695    | Inscrit      | 1990  |                |
| Mairie      | 1880 erbaut; 1916 Hauptquartier von General Philippe Pétain | 22 Voie Sacrée (Lage)        | PA00106636    | Classé       | 1943  | weitere Bilder |

## Liste der Objekte
| Bezeichnung               | Beschreibung                                              | Standort                       | Kennzeichnung | Schutzstatus | Datum | Bild |
| ------------------------- | --------------------------------------------------------- | ------------------------------ | ------------- | ------------ | ----- | ---- |
| Skulptur Madonna mit Kind | Stein, 14. Jahrhundert                                    | in der Kirche St-Martin (Lage) | PM55002383    | Inscrit      | 2001  |      |
| Kelch und Patene          | Silber, vergoldet, nach 1850                              | in der Kirche St-Martin (Lage) | PM55001215    | Classé       | 1996  |      |
| Kreuzreliquiar            | Silber und Kupfer, vergoldet, Edelsteine, 13. Jahrhundert | in der Kirche St-Martin (Lage) | PM55000750    | Classé       | 1901  |      |